# Thailändische Fußballnationalmannschaft der Frauen
Die thailändische Fußballnationalmannschaft der Frauen (Thai: ฟุตบอลหญิงทีมชาติไทย) ist die von der verantwortlichen Trainerin getroffene repräsentative Auswahl thailändischer Fußballspielerinnen für internationale Begegnungen.

## Geschichte
Ihr erstes offizielles Länderspiel bestritt sie am 16. Oktober 1981 gegen Taiwan; die Partie endete mit einer 0:2-Niederlage für Thailand. Thailand soll bereits in den 1970er Jahren Länderspiele ausgetragen haben, diese erscheinen allerdings nicht in der FIFA-Statistik. Derzeitiger Trainer ist der Japaner Futoshi Ikeda.
Größter Erfolg für die thailändische Frauenfußballerinnen war der Gewinn der Asienmeisterschaft im Jahre 1983, damals konnte man Indien mit 3:0 besiegen. Bei den Turnieren 1975, 1977 und 1981 hatte man den zweiten Platz belegt, 1986 wurde man Dritter.

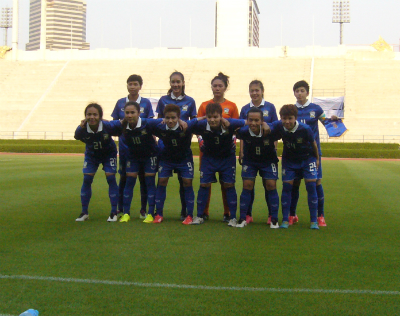
Thailand vor dem Spiel gegen Papua-Neuguinea, März 2015

Zwar ist Thailand heute noch die stärkste Frauennationalmannschaft in Südostasien, über große Erfolge in Asien konnte sich die Mannschaft allerdings nicht mehr freuen. Im Jahre 2004 richtete Thailand die U-19-Frauenfußball-Weltmeisterschaft aus, die Mannschaft des Gastgeber schied aber punkt- und torlos in der Vorrunde aus.
Für die Fußball-Asienmeisterschaft der Frauen 2010 qualifizierte sich die Elf bereits vor Abschluss aller Spiele der Qualifikation. Damit nahmen die Frauen zum 6. Mal in Folge an der Asienmeisterschaft teil.
Durch die Aufstockung auf 5 Teilnehmer aus Asien bei der WM 2015 und den Ausschluss Nordkoreas aufgrund der Dopingvergehen bei der WM 2011 konnte sich Thailand bei der Fußball-Asienmeisterschaft der Frauen 2014 durch den Sieg im Spiel um Platz 5 gegen Gastgeber Vietnam erstmals für die WM-Endrunde qualifizieren.

## Spielkleidung und Trikot

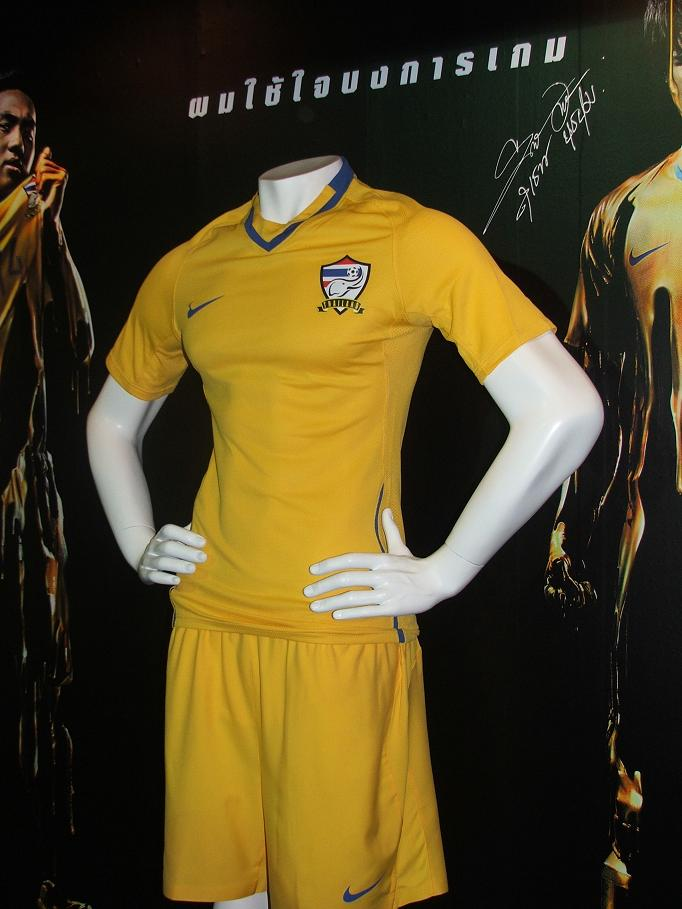
Heimtrikot der Nationalmannschaften 2009/10

Traditionell spielt die thailändische Nationalmannschaft seit jeher in roten und blauen Trikots. Rot wird für Heimspiele, Blau für Auswärtsspiele verwendet. Die Farben sind den Nationalfarben des Landes entlehnt. Seit November 2008 spielt die Mannschaft erstmals in gelben Trikots, mit leichtem Blau. Gelb gilt als die Farbe von König Bhumibol, da es eine feststehende Zuordnung von Wochentagen und Farben gibt. Dem Montag, dem Tag, an dem der Monarch geboren wurde, ist Gelb zugeordnet. Mit dem Ausrüster Nike schloss der Verband zudem erstmals einen Vertrag mit einer ausländischen Firma. Zuvor waren die nationalen Sportartikelhersteller Grand Sport und FBT Ausrüster der Nationalmannschaften gewesen. Geschlossen wurde der Vertrag mit Nike im Jahr 2007 und er gilt für fünf Jahre. Schätzungen zufolge geht man von einem Vertragswert über 150 Millionen Baht aus.

## Turnierbilanz

### Weltmeisterschaft
| - 1991: nicht qualifiziert - 1995: nicht teilgenommen - 1999: nicht teilgenommen - 2003: nicht qualifiziert - 2007: nicht qualifiziert | - 2011: nicht qualifiziert - 2015: Vorrunde - 2019: Vorrunde - 2023: nicht qualifiziert - 2027: nicht qualifiziert |

### Asienmeisterschaft
- 1975: Zweiter Platz
- 1977: Zweiter Platz
- 1979: Nicht teilgenommen
- 1981: Zweiter Platz
- 1983: Sieger
- 1986: Dritter Platz
- 1989: Gruppenphase
- 1991: Gruppenphase
- 1993: Nicht qualifiziert
- 1995: Gruppenphase
- 1997: Nicht qualifiziert
- 1999: Gruppenphase
- 2001: Gruppenphase
- 2003: Gruppenphase
- 2006: Gruppenphase
- 2008: Gruppenphase
- 2010: Gruppenphase
- 2014: Fünfter Platz
- 2018: Vierter Platz
- 2022: Viertelfinale
- 2026: Nicht qualifiziert

### Asienspiele
| - 1990: zurückgezogen - 1994: nicht teilgenommen - 1998: Vorrunde - 2002: nicht teilgenommen - 2006: Vorrunde - 2010: Vorrunde - 2014: Viertelfinale - 2018: Viertelfinale - 2023: Viertelfinale |

### Olympische Spiele
| - 1996: nicht qualifiziert - 2000: nicht qualifiziert - 2004: nicht qualifiziert - 2008: nicht qualifiziert - 2012: nicht qualifiziert | - 2016: nicht qualifiziert - 2020: nicht qualifiziert - 2024: nicht qualifiziert - 2028: nicht qualifiziert |

### Südostasienmeisterschaft
| - 2004: die U-19-Mannschaft nahm teil und schied in der Vorrunde aus - 2006: Dritter Platz - 2007: Zweiter Platz - 2008: Dritter Platz - 2011: Sieger - 2012: Dritter Platz - 2013: Vorrunde | - 2015: Sieger - 2016: Sieger - 2018: Sieger - 2019: Zweiter Platz - 2022: Zweiter Platz - 2025: Vierter Platz |

## Spiele gegen Nationalmannschaften deutschsprachiger Länder

### Länderspiele gegen die Schweiz
1. 20. Oktober 1981 in Taipeh – Thailand 0:4 Schweiz

### Länderspiele gegen Deutschland
1. 15. Juni 2015 in Winnipeg – Thailand 0:4 Deutschland (WM-Vorrunde)

Bisher wurden keine Länderspiele gegen Österreich ausgetragen.